# Стемпиньский, Мариуш
Ма́риуш Стемпи́ньский (пол. Mariusz Stępiński; род. 12 мая 1995, Серадз, Лодзинское воеводство) — польский футболист, нападающий никосийской «Омонии». Выступал за сборную Польши.

## Карьера

### Клубная
Мариуш Стемпиньский начинал заниматься футболом в клубах «Пяст Блашки» и «Погонь-Эколог». В 2011 году оказался в системе подготовки клуба «Видзев».
Нападающий дебютировал в первой команде «Видзева» 27 ноября 2011 года в матче чемпионата страны против «Леха», заменив на последней минуте встречи Петра Гжельчака
.
В своём первом сезоне Стемпиньский сыграл 8 матчей за лодзинский клуб и не отмечался результативными действиями. Однако уже во втором матче чемпионата 2012/13 футболист сделал передачу на Мариуша Рыбицкого, с которой был забит второй мяч в ворота хожувского «Руха»
.
Первый гол за «Видзев» Мариуш Стемпиньский забил 24 сентября 2012 года в матче чемпионата страны в ворота «Гурника» из Забже. Автором голевой передачи на форварда стал Марцин Качмарек
.
Всего до перехода в немецкий «Нюрнберг» летом 2013 года Стемпиньский сыграл за «Видзев» 34 матча в чемпионате и кубке страны и забил 5 голов.
В 2015 году «Нюрнберг» продал игрока за 100 тысяч евро в «Рух Хожув». Через год Стемпиньский подписал контракт с «Нантом». Проведя сезон во французской команде, поляк на правах аренды перешел в «Кьево», который в мае 2018-го принял решение выкупить права на футболиста, подписав с ним 3-летний контракт.

### В сборной
Мариуш Стемпиньский выступал за юношеские сборные Польши, начиная с 15-летнего возраста. В мае 2012 года в составе команды 17-летних нападающий принял участие в чемпионате Европы. На турнире Стемпиньский сыграл 4 матча, в первом же из которых забил гол в ворота сверстников из Бельгии, реализовав передачу Дариуша Формелля

13 августа 2012 года Мариуш Стемпиньский дебютировал в юношеской сборной Польши до 19 лет. В первом же матче (против команды Латвии) форвард забил 2 гола и сделал голевую передачу на Аркадиуша Милика, обеспечив таким образом победу своей команды со счётом 4:3
.
В дальнейшем нападающий за сборную этой возрастной категории сыграл ещё 7 матчей, в которых забил 3 гола.
В первой своей игре за молодёжную сборную Стемпиньский также отметился дублем. В товарищеском матче с литовцами, сыгранном 23 марта 2013 года, форвард реализовал подачи с флангов Бартоша Берешинского и Павела Вшолека.
В главной сборной страны Мариуш Стемпиньский дебютировал раньше, чем в молодёжной команде. 2 февраля 2013 года в товарищеском матче с Румынией нападающий появился на поле во втором тайме, заменив Вальдемара Соботу.

## Статистика

### Клубная
| Клуб                | Сезон               | Национальный чемпионат | Национальный чемпионат | Национальный чемпионат | Национальные кубки | Национальные кубки | Еврокубки | Еврокубки | Всего | Всего |
| Клуб                | Сезон               | Лига                   | Игры                   | Голы                   | Игры               | Голы               | Игры      | Голы      | Игры  | Голы  |
| ------------------- | ------------------- | ---------------------- | ---------------------- | ---------------------- | ------------------ | ------------------ | --------- | --------- | ----- | ----- |
| Видзев              | 2011/12             | Экстракласса           | 8                      | 0                      | 0                  | 0                  | 0         | 0         | 8     | 0     |
| Видзев              | 2012/13             | Экстракласса           | 25                     | 5                      | 1                  | 0                  | 0         | 0         | 26    | 5     |
| Всего за «Видзев»   | Всего за «Видзев»   | Всего за «Видзев»      | 33                     | 5                      | 1                  | 0                  | 0         | 0         | 34    | 5     |
| Нюрнберг            | 2013/14             | Бундеслига             | 0                      | 0                      | 0                  | 0                  | 0         | 0         | 0     | 0     |
| Всего за «Нюрнберг» | Всего за «Нюрнберг» | Всего за «Нюрнберг»    | 0                      | 0                      | 0                  | 0                  | 0         | 0         | 0     | 0     |
| Всего за карьеру    | Всего за карьеру    | Всего за карьеру       | 33                     | 5                      | 1                  | 0                  | 0         | 0         | 34    | 5     |

### Международная
| Матчи Стемпиньского за сборную Польши | Матчи Стемпиньского за сборную Польши | Матчи Стемпиньского за сборную Польши | Матчи Стемпиньского за сборную Польши | Матчи Стемпиньского за сборную Польши | Матчи Стемпиньского за сборную Польши | Матчи Стемпиньского за сборную Польши |
| ------------------------------------- | ------------------------------------- | ------------------------------------- | ------------------------------------- | ------------------------------------- | ------------------------------------- | ------------------------------------- |
| №                                     | Дата                                  | Оппонент                              | Счёт                                  | Голы Стемпиньского                    | Соревнование                          |                                       |
| 1                                     | 2 февраля 2013                        | Румыния                               | 4-1                                   | -                                     | Товарищеский матч                     |                                       |

## Достижения
«Арис» Лимасол
- Чемпион Кипра: 2022/23
- Обладатель Суперкубка Кипра: 2023